# Quilotoa
Quilotoa ist der Name einer Caldera und des darin befindlichen Kratersees, zugleich der westlichste Vulkan in den ecuadorianischen Anden.
Heute liegt der höchste Punkt auf 3914 m Höhe, Durchmesser der Caldera beträgt 3 km. Der letzte Ausbruch fand möglicherweise im Jahr 1280 statt. Zu dieser Zeit ereignete sich ein gewaltiger Ausbruch (Stufe 6 auf der Skala des Vulkanexplosivitätsindex), dessen Lahar und pyroklastischer Strom den Pazifik erreichten. Seitdem liegt in der Caldera ein bis zu 250 m tiefer Kratersee mit durch Mineralien entstandener grüner Färbung. Am Boden des Sees befinden sich Fumarolen, an der Ostseite des Vulkans gibt es heiße Quellen.
Seit einiger Zeit ist der Quilotoa ein beliebtes Touristenziel: meist von der nahegelegenen Stadt Zumbahua aus kommen Touristen und bezahlen Eintritt für die Aussicht. Beliebt ist auch die 5-stündige Wanderung um die Caldera; in ca. 3 Stunden kann man von der Caldera zum See hin und zurück wandern.